# Johann Georg Tralles
Johann Georg Tralles (Hamburgo, 15 de outubro de 1763 – Londres, 19 de novembro de 1822) foi um matemático e físico alemão.
Tralles estudou a partir de 1783 na Universidade de Göttingen. Em 1785 foi professor de matemática e física da Universidade de Berna. Em 1804 foi eleito membro da Academia de Ciências da Prússia e em 1810 professor de matemática da recém fundada Universidade de Berlim.